# Arquetu
 (août 2023).
L'Arquetu est un être mythologique de la mythologie cantabre.

## Description
L'Arquetu prend les traits d'un vieillard avec le dessin d'une croix verte et de sept points sur le front.
Il prête de l'argent aux personnes qui dépensent tout leur argent mais, s'ils recommencent, il les maudit d'une éternelle pauvreté.